# Marilyn Neufville

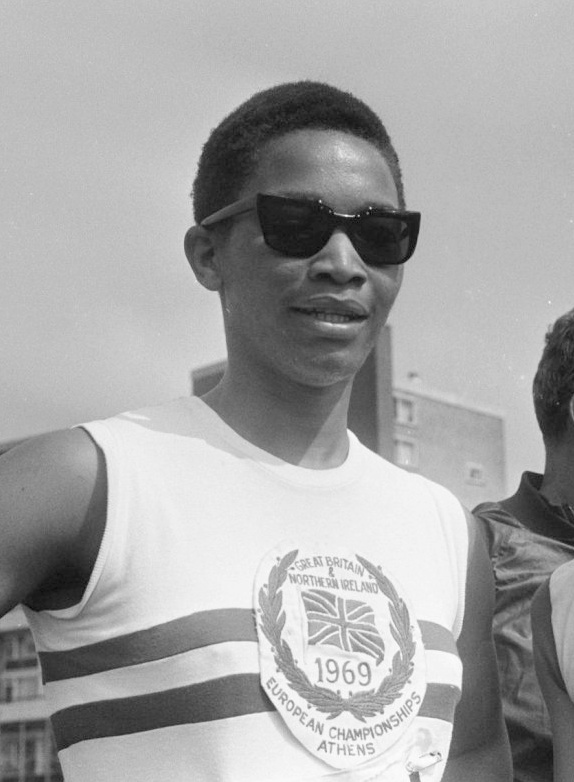
Marilyn Neufville, 1970

Marilyn Neufville (* 16. November 1952 in Hectors River, Portland Parish) ist eine ehemalige britisch-jamaikanische Sprinterin. Sie stellte zwei Weltrekorde im 400-Meter-Lauf auf und gewann bei internationalen Veranstaltungen vier Goldmedaillen.
In Jamaika geboren, emigrierte sie als Achtjährige in das Vereinigte Königreich, wo sie für die Cambridge Harriers startete. Sie gewann drei AAA-Meisterschaften der Junioren:
- 1967 (Klasse U15): 100 yds in 11,5 s und 150 yds in 17,3 s
- 1968 (Klasse U17): 220 yds in 23,9 s

Im Jahr 1969 wurde über 200 Meter in 24,3 s AAA-Vizemeisterin hinter Dorothy Hyman (23,7 s). Über 400 Meter erzielte sie 54,2 s.
Ins Rampenlicht der Öffentlichkeit trat sie im März 1970, als sie bei den Leichtathletik-Halleneuropameisterschaften in Wien die Goldmedaille über 400 Meter in der Hallen-Weltbestzeit von 53,01 s gewann, nachdem sie bereits die AAA-Hallenmeisterschaft in 54,9 s (die Zweitplatzierte war 1,6 Sekunden langsamer) für sich entschieden hatte. Im Sommer ließ sie bei den British Commonwealth Games in Edinburgh, an denen sie nach erheblichem Widerstand von Seiten der Öffentlichkeit nicht für das Vereinigte Königreich, sondern für ihr Heimatland Jamaika startete, ihren zweiten Weltrekord folgen und verbesserte die bisherige Bestmarke der Französinnen Colette Besson und Nicole Duclos um 0,7 Sekunden auf 51,0 s (elektronisch gestoppt 51,02 s).
Im Jahr 1970 gewann sie auch beim ISTAF in Berlin. Ferner gewann sie die AAA-Meisterschaft in 52,6 s vor den beiden Deutschen Christel Frese (54,3 s) und Inge Eckhoff (54,3 s). Im Jahr 1971 unterlag sie zwar bei den AAA-Hallenmeisterschaften mit 57,3 s gegen die Vorjahreszweite Jannette Roscoe, gewann jedoch bei den Panamerikanischen Spielen in Cali ihre dritte Goldmedaille und sicherte der jamaikanischen Mannschaft in der 4-mal-400-Meter-Staffel die Bronzemedaille.
Die frühen Erfolge forderten jedoch ihren Tribut. In der Folgezeit wurde die junge Athletin von ständigen Verletzungen geplagt, die eine Teilnahme an den Olympischen Spielen 1972 in München unmöglich machten. Erst im Jahr 1974 bei den British Commonwealth Games in Christchurch trat sie wieder in Erscheinung, konnte aber an ihre früheren Leistungen nicht mehr anknüpfen. Mit mäßigen 54,04 s kam sie lediglich auf Platz sechs und war damit fast 2 Sekunden von einer Medaille entfernt (die Drittplatzierte Charlene Rendina aus Australien lief 52,08 s; es siegte die Kanadierin Yvonne Saunders in 51,67 s). Zwei Jahre später qualifizierte sie sich für die Olympischen Spiele in Montreal und verbesserte sich dort auf 52,93 s, mit denen sie als Vierte ihres Vorlaufs ins Viertelfinale gelangte, wo sie jedoch nicht mehr antrat. Anschließend verschwand sie von der Bildfläche.

## Erfolge
- Halleneuropameisterschaften 1970 in Wien: Gold über 400 m in 53,0 s vor der Deutschen Christel Frese in 53,1 s und der Französin Colette Besson in 53,6 s
- Commonwealth-Spiele 1970 in Edinburgh: Gold in 51,02 s (WR) vor der Australierin Sandra Brown in 53,66 s und Judith Ayaa aus Uganda in 53,77 s
- Zentralamerikanische und Karibische Meisterschaften 1971 in Kingston: Gold in 53,5 s vor Carmen Trustée aus Kuba in 4,0 s und Yvonne Saunders aus Jamaika in 54,3 s
- Panamerikanische Spiele 1971 in Cali: Gold in 52,34 s vor Carmen Trustée in 52,89 s und Yvonne Saunders in 53,13 s sowie Bronze über 4 × 400 m in 3:34,05 s hinter den USA und Kuba.
- Jamaikas Sportlerin des Jahres 1970 und 1971